# Événements de Cullera

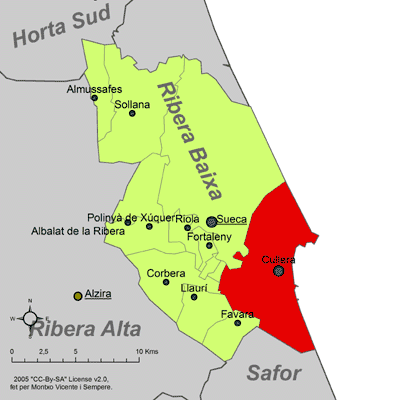
Carte de la comarque de la Ribera Baixa, où se trouvent les villes de Cullera et Sueca.

Les événements de Cullera ou faits de Cullera (en catalan : fets de Cullera ; en castillan : sucesos de Cullera ou hechos de Cullera) sont une série d’incidents survenus le 19 septembre 1911 dans la ville de Cullera, près de Valence (Espagne).
Le juge de Sueca, qui s'était rendu à Cullera pour réprimer la révolte ouvrière en cours, et deux de ses assistants, furent tués par la foule qui avait pris le contrôle de la ville. Sept personnes furent jugées et condamnées à mort pour ces incidents. Cependant, la campagne nationale et internationale qui fut déployée en leur défense, les condamnés ayant dénoncé que leurs aveux avaient été obtenus sous la torture, contraignit le gouvernement de José Canalejas à commuer les peines de mort, à l'exception du chef présumé de la révolte, surnommé el Xato de Cuqueta, dont la peine de mort fut plus tard commuée par le roi Alphonse XIII lui-même.
Ces évènements mirent au premier plan de la vie politique du pays la question de la torture (es) et révélèrent un changement significatif dans la société espagnole, qui rejetait dorénavant le recours à des pratiques cruelles contre ceux qui enfreignaient la loi.

## Incidents
À la mi-septembre 1911, la CNT, une organisation ouvrière récemment créée, et l'UGT appelèrent à la grève générale dans toute l'Espagne — aux revendications ouvrières s’ajoutait l'opposition à l'envoi de réservistes au Maroc —. Les sociétés ouvrières de la comarque valencienne de la Ribera Baixa décidèrent de la soutenir, le mouvement y prenant immédiatement une tournure insurrectionnelle, ainsi que dans d'autres localités du Pays valencien comme Gandia, Xàtiva, Alzira ou Carcaixent. Le 18 septembre, Cullera — avec Sueca, principale ville de la comarque — resta aux mains des ouvriers mutinés — qui coupèrent les voies d'accès ; les piquets de grève et les comités d'action occupent les points clés de la localité —. Le lendemain, le juge de Sueca Jacobo López Rueda se rendit à Cullera pour réprimer la révolte et rétablir l'ordre. Il semble que le juge tira à plusieurs reprises sur la foule insurgée, qui répondit par une brutale agression, entraînant la mort du juge et de deux des trois fonctionnaires de son tribunal qui l'avaient accompagné (l’alguazil Antonio Dolz García et le greffier du tribunal de Sueca, Fernando Tomás, qui mourut plus tard des suites de ses blessures).
En apprenant les faits, le gouvernement de José Canalejas déclara l'état de guerre et ordonna à l'armée de rétablir l'ordre et de poursuivre et juger les coupables. Il y eut de nombreuses arrestations et finalement 22 détenus furent jugés en conseils de guerre et condamnés à de très lourdes peines de prison, dont sept à la peine capitale. Le capitaine général de Valence (es) signa trois des condamnations à mort, mais les protestations qui se répandirent dans toute l'Espagne, menées par des anarchistes et républicains et leurs journaux — en particulier valenciens —, et à l'étranger, forcèrent le gouvernement à commuer la peine de deux condamnés à mort le 12 janvier 1912. Le troisième, le chef supposé de la révolte, Juan Jover dit  el Xato de Cuqueta, vit sa peine de mort commuée par le roi Alphonse XIII lui-même, ce qui provoqua la démission du président du gouvernement Canalejas, qui fut néanmoins refusée par le monarque.

## Tortures
En réaction aux dénonciations des détenus qui affirmèrent avoir été soumis à de mauvais traitements et à la torture pour « leur arracher des déclarations », les républicains valenciens parvinrent à obtenir la création d’une commission qui s’entretint avec les prisonniers et recueillit des preuves. Ses conclusions furent rendues publiques par la presse républicaine, obligeant le gouvernement à envoyer un haut responsable des prisons à Valence et à demander également une enquête de la Garde civile. Au même moment, le président du gouvernement, José Canalejas, ordonna d’engager des poursuites « contre les calomniateurs de l'honneur national », car il affirmait que les plaintes étaient fausses et réalisées dans l'intention de promouvoir un effet politique néfaste à l’intérieur et à l’extérieur du pays. La presse conservatrice appuya sa position et dénonça également la « campagne des radicaux » « diffamatoire » contre l'Espagne.
La campagne de dénonciation des tortures, qui comprenait la demande de commutation des peines de mort, se propagea dans toute l'Espagne, en particulier dans les secteurs progressistes. Des dizaines de milliers de personnes signèrent des manifestes publiés dans les journaux, parmi lesquelles des personnalités de la politique, de la culture, du journalisme et du syndicalisme, y compris certains membres du clergé. Parmi ceux qui dénoncèrent les tortures et demandèrent la libération des prisonniers figuraient Galdós, Ramón y Cajal et les peintres José Benlliure y Joaquín Sorolla[réf. nécessaire].
La presse européenne se fit rapidement l'écho des allégations de tortures, obligeant le gouvernement à prendre l'initiative en créant une commission médicale (composée de trois médecins civils et de trois médecins militaires) pour mettre fin à l'affaire. La commission conclut qu'après avoir examiné les prisonniers, ils n'avaient pas vu de « vestiges de tourment », seulement quelques vieilles cicatrices, « un grand nombre d’entre elles de furoncles » ou de « vaccins ». La presse conservatrice, par exemple le journal ABC, applaudit le rapport car il décrédibilisait la campagne de « mensonges » sur la « torture présumée » des participants aux évènements de Cullera. Pour sa part le gouvernement — pour faire face « aux campagnes de diffamation que [les allégations de torture] projetaient contre les classes les plus respectables de la nation » — publia le rapport sous forme d’un livre (Expediente gubernativo para comprobar la denuncia de supuestos malos tratos y torturas a los presos por los últimos sucesos de Cullera en las prisiones de Valencia y Sueca, « Rapport gouvernemental pour vérifier la dénonciation de supposés mauvais traitements et tortures des prisonniers pour les derniers évènements de Cullera dans les prisons de Valence et de Sueca ») qui fut traduit dans plusieurs langues. Cependant, pour une partie de la presse européenne, les conclusions de la commission manquaient de crédibilité. Le quotidien communiste français L'Humanité publia : « Le fait qu’on ait empêché 28 médecins d'examiner les prisonniers, et que ni les accusateurs ni la presse n'aient pu intervenir dans le travail de la commission (officielle) suffisent à rendre le rapport inacceptable ».
La réponse de la presse conservatrice espagnole fut menée par le directeur du journal ABC Torcuato Luca de Tena y Álvarez Ossorio qui proposa une action coordonnée pour faire face à « la campagne d'infamie, d'injures et de calomnies » des journaux européens. Luca de Tena disait que l'attaque contre « l'honneur de l'Espagne » justifiait la protestation « contre l'accusation selon laquelle nous appartenons à un pays de tyrans et d'assassins, alors que dans peu de nations européennes, la liberté et la tolérance atteignent le niveau de la nôtre » et de longs communiqués de presse furent diffusés à l'étranger dans plusieurs langues.